# Wujek Sknerus i Kaczor Donald. Don Rosa
Wujek Sknerus i Kaczor Donald. Don Rosa  (tytuł stylizowany na Wujek $knerus i Kaczor Donald. Don Rosa) – dziesięciotomowa seria komiksów z przygodami Sknerusa McKwacza i Kaczora Donalda napisanych przez Dona Rosę. Na stronie internetowej wydawnictwa Egmont Polska, komiksy z serii są prezentowane jakoby należały do cyklu Kaczogród. Carl Barks. W rzeczywistości wydawane komiksy nie są powiązane z cyklem, a osobną kolekcją tomików.
Polskie wydanie kolekcji Dona Rosy jest oparte na amerykańskiej wersji, która ukazywała się pod tytułem Uncle $crooge and Donald Duck. The Don Rosa Library. W 10 tomach zostały zebrane wszystkie komiksy Dona Rosy, w tym Życie i czasy Sknerusa McKwacza.
Pierwszy tom serii zawiera komiksy, które zostały już wcześniej wydane w Polsce w czwartym tomie kolekcji Kaczogród, a także komiks Ostatnia podróż do Dawson (wydanym wcześniej w pierwszym tomie z 2001 roku i drugim tomie z 2010 roku cyklu Komiksy z Kaczogrodu). Ponadto w 2., 6., 8., 9. i 10. tomie pojawiły się historie, które nigdy wcześniej w Polsce nie zostały wydane, a to:
- Podróż w czasie za jedną dyszkę[6] (kod Inducks: XU DTM 1990-2),
- Rozpuszczalnik uniwersalny[7] (D 94066),
- Był sobie raz na zawsze kaczor[8] (D 95079),
- Skarb dziesięciu awatar[8] (D 95153),
- Najlepszy prezent[8] (D 96325),
- Pułapka na sto dwa[8] (G TEM 9510),
- Czarny Rycerz[9] (D 97346),
- epilog W poszukiwaniu Kalevali[9] (D 99078B),
- Powrót trzech caballeros[10] (D 2000-002),
- Siedmiu wspaniałych (minus 4) caballeros![11] (D 2004-032),
- szkice nigdy niedokończonego opowiadania o Myszce Miki Kaczor i gwiazda[6] (D 2004-277).

## Lista tomów
| Numer  | Tytuł                             | Tytuł oryginalny                 | Lata powstania historyjek | Data wydania w Polsce | Data wydania w USA   | Kod Inducks |
| ------ | --------------------------------- | -------------------------------- | ------------------------- | --------------------- | -------------------- | ----------- |
| Tom 1  | Syn Słońca                        | The Son of the Sun               | 1987-1988                 | 4 grudnia 2019        | 4 października 2014  | FDR 1       |
| Tom 2  | Powrót na Równinę Okropności      | Return to Plain Awful            | 1988-1990                 | 25 marca 2020         | 16 listopada 2014    | FDR 2       |
| Tom 3  | Pod kopułą                        | Treasure Under Glass             | 1990-1992                 | 12 sierpnia 2020      | 6 września 2015      | FDR 3       |
| Tom 4  | Ostatni z klanu McKwaczów         | The Last of the Clan McDuck      | 1992-1993                 | 14 października 2020  | 9 listopada 2015     | FDR 4       |
| Tom 5  | Najbogatszy kaczor świata         | The Richest Duck in the World    | 1993-1994                 | 25 listopada 2020     | 6 września 2016      | FDR 5       |
| Tom 6  | Rozpuszczalnik uniwersalny        | The Universal Solvent            | 1994-1995                 | 20 stycznia 2021      | 22 października 2016 | FDR 6       |
| Tom 7  | Skarb dziesięciu awatar           | The Treasure of the Ten Avatars  | 1995-1997                 | 14 kwietnia 2021      | 25 lipca 2017        | FDR 7       |
| Tom 8  | Ucieczka z Zakazanej Doliny       | Escape from Forbidden Valley     | 1997-1999                 | 14 lipca 2021         | 9 stycznia 2018      | FDR 8       |
| Tom 9  | Powrót trzech caballeros          | The Three Caballeros Ride Again! | 1999-2002                 | 24 listopada 2021     | 30 czerwca 2018      | FDR 9       |
| Tom 10 | Druga tajemnica starego zamczyska | The Old Castle's Other Secret    | 2002-2006                 | 8 grudnia 2021        | 14 listopada 2018    | FDR 10      |